# Kapandayan
Kapandayan is een bestuurslaag in het regentschap Kuningan van de provincie West-Java, Indonesië. Kapandayan telt 2828 inwoners (volkstelling 2010).